# Iakovlev Iak-42
Iakovlev Iak-42 este un avion de pasageri cu trei reactoare fabricat de constructorul aeronautic rus Iakovlev.
A fost dezvoltat pentru a înlocui avioanele Tupolev Tu-134 și Antonov An-24. Primul din cele trei prototipuri a zburat pentru prima dată la 7 martie 1975 (Cod OTAN : Clobber), iar prima aeronavă de producție de masă a intrat în serviciu în 1980, la compania Aeroflot. La scurt timp după intrarea pe piață, s-au produs mai multe accidente cauzate de vibrație în spatele avionului, care au provocat suspendarea zborurilor. Yak-42 și-a reluat serviciul în Uniunea sovietică către 1985, după soluționarea problemelor tehnice.

## Legături externe
Materiale media legate de Iakovlev Iak-42 la Wikimedia Commons